# Zanclea sessilis
Zanclea sessilis är en nässeldjursart som först beskrevs av Gosse 1853.  Zanclea sessilis ingår i släktet Zanclea och familjen Zancleidae. Inga underarter finns listade i Catalogue of Life.